# U-Bahnhof Garching-Forschungszentrum
Der U-Bahnhof Garching-Forschungszentrum (Kürzel der Münchner Verkehrsgesellschaft: GF) ist ein U-Bahnhof im Hochschul- und Forschungszentrum Garching, einem Ortsteil der Stadt Garching bei München. Er liegt an der Stammstrecke 1 der U-Bahn München und ist der nördliche Endpunkt der Linie U6.

## Geschichte
Als Ende der Verlängerung der U6 vom damaligen Endbahnhof Garching-Hochbrück zum Forschungszentrum ging der Bahnhof gemeinsam mit dieser am 14. Oktober 2006 in Betrieb. Er wurde in offener Bauweise errichtet. Auftraggeber für den Bau dieser Strecke war die Stadt Garching.

## Lage und Umgebung

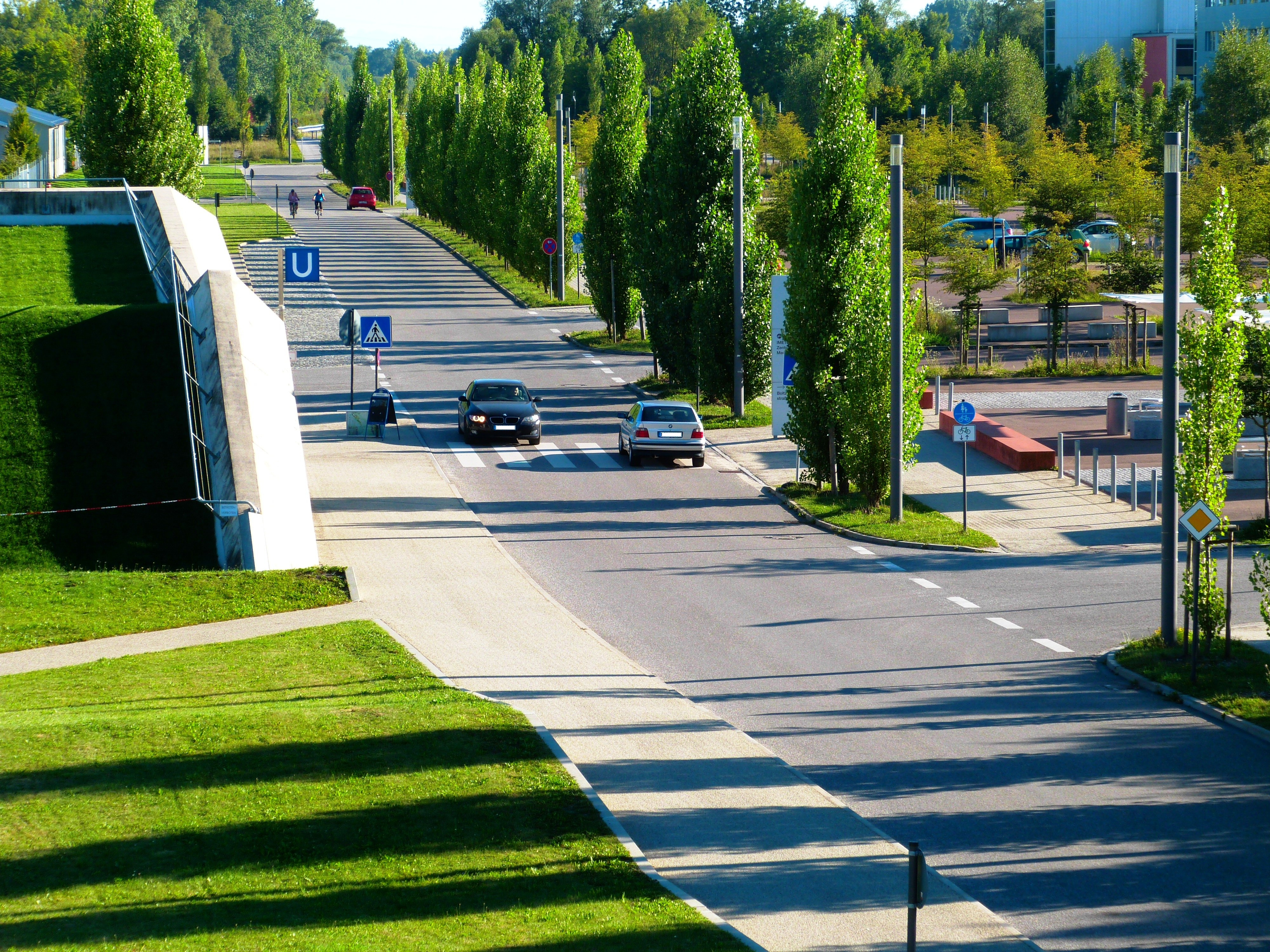
Außenansicht des U-Bahnhofs Garching-Forschungszentrum

Der U-Bahnhof liegt unter einer Grünanlage neben der Boltzmannstraße, der zentralen Nord-Süd-Achse des Forschungszentrums, in dem sich unter anderem Fakultätsgebäude der Technischen Universität München, Institute der Max-Planck-Gesellschaft, das Atomei sowie weitere Forschungs- und Lehreinrichtungen befinden. Unmittelbar neben dem U-Bahnhof steht der Baukomplex Neue Mitte / Galileo.
Der benachbarte U-Bahnhof Garching, der unter der Garchinger Ortsmitte liegt, ist 2560 Meter entfernt. Die Strecke dorthin verläuft abschnittsweise oberirdisch. Zur Münchner Stadtmitte (Bahnhof Marienplatz) sind es etwa 17,5 Kilometer Streckendistanz und 26 Minuten Fahrzeit.

## Bahnhofsanlage

### Aufbau
Der Bahnhof liegt in einfacher Tieflage etwa sieben Meter unter der Oberfläche und besitzt einen Mittelbahnsteig, von dem drei Aufgänge ohne Zwischengeschoss direkt an die Oberfläche führen. Der mittlere ist mit einem Aufzug ausgestattet, während an den beiden Ausgängen an den Bahnsteigenden jeweils eine Rolltreppe neben der Treppe installiert ist.
Hinter dem Bahnhof befindet sich nicht, wie es bei Endbahnhöfen üblich ist, eine Abstellanlage, sondern nur ein paar Meter Gleis, die als Durchrutschweg dienen. Da ein Wenden hinter dem Bahnhof nicht möglich ist, bleiben die Züge nach ihrer Ankunft bis zur Rückfahrt in der Regel an Gleis 2 stehen.

### Gestaltung
Die Hintergleiswände des Bahnhofs sind mit Spiegeln verkleidet, an denen 26 Bildtafeln befestigt sind, die wichtige Erfindungen von berühmten Personen mit Bezug zu München darstellen, etwa Albert Einstein, Rudolf Diesel und Max Planck. Aus diesem Grund gibt es hier kein Linienband, der Name der Station steht ausschließlich auf den Hinweisschildern am Bahnsteig geschrieben. Die 26 Tafeln sind melonengelb, blau und grün gehalten und weisen eine Größe von etwa acht mal drei Metern auf. Sie wurden von der Münchner Designagentur Haak & Nakat gestaltet. Die Ehrung von Claude Dornier und Willy Messerschmitt mit Tafeln löste im Vorfeld der Eröffnung einige Kontroversen aus, da beide während des Zweiten Weltkriegs KZ-Häftlinge in ihren Werken einsetzten. Der Bahnsteig ist mit Granitplatten ausgelegt und wird von zehn Leuchtern mit jeweils zwölf sternförmig angeordneten Lampen erhellt. Die Decke besteht aus Beton, in den ein wellenförmiges Relief eingefräst ist. Die Aufgänge sind jeweils mit einer begrünten Betonkonstruktion überdacht, die von der Rückseite aus betreten werden kann. Am mittleren Aufgang befinden sich zwei Löcher in der Bahnhofsdecke, die Tageslicht in den Bahnhof fallen lassen.
|         | Personen auf den Bildtafeln (von Süden nach Norden) |
| ------- | --- |
| Gleis 1 | Werner Heisenberg, Georg Simon Ohm, Claude Dornier, Ludwig Burmester, Albert Einstein, Heinz Neuber, Hans Fischer, Walther Meissner, Johann Bauschinger, Otto Hahn, Heinz Maier-Leibnitz, Ludwig Boltzmann, Carl von Linde    |
| Gleis 2 | Josef von Fraunhofer, Max von Laue, Walther von Dyck, Max Planck, Arnold Sommerfeld, Emil Erlenmeyer, Wilhelm Conrad Röntgen, Robert Sauer, Lise Meitner, Hans Piloty, Willy Messerschmitt, Ludwig Prandtl, Rudolf von Diesel |

## Verkehr
Die U-Bahn-Linie U6, deren Endhaltepunkt der Bahnhof ist, bedient den Haltepunkt an Werktagen tagsüber alle 10 Minuten, zur Hauptverkehrszeit alle 5 Minuten, früh morgens und abends sowie an Sonn- und Feiertagen alle 20 Minuten.
An der Oberfläche halten die Buslinie 230, die Garching durchquert und den Ort Ismaning am anderen Ufer der Isar an das Forschungszentrum anbindet, die Buslinie 292, die über Garching und Garching-Hochbrück nach Oberschleißheim führt und die Buslinie 690, die weiter nach Norden nach Neufahrn bei Freising und Eching führt. Es halten ebenso die Expresslinien X201 und X660, die eine direkte Anbindung nach Dachau bzw. nach Freising ermöglichen. Außerdem befinden sich im Bereich des Bahnhofes Park-and-ride-Parkplätze.
| Linie | Linienverlauf |
| ----- | --- |
| U6    | Garching-Forschungszentrum – (2560 m) – Garching – (1827 m) – Garching-Hochbrück – (4208 m) – Fröttmaning – (830 m) – Kieferngarten – (1431 m) – Freimann – (1087 m) – Studentenstadt – (660 m) – Alte Heide – (740 m) – Nordfriedhof – (813 m) – Dietlindenstraße – (712 m) – Münchner Freiheit – (579 m) – Giselastraße – (744 m) – Universität – (788 m) – Odeonsplatz – (640 m) – Marienplatz – (884 m) – Sendlinger Tor – (843 m) – Goetheplatz – (677 m) – Poccistraße – (624 m) – Implerstraße – (1236 m) – Harras – (837 m) – Partnachplatz – (760 m) – Westpark – (1084 m) – Holzapfelkreuth – (1050 m) – Haderner Stern – (1097 m) – Großhadern – (731 m) – Klinikum Großhadern |